# Metoda Bogackiego-Shampine’a
Metoda Bogackiego-Shampine’a – metoda numeryczna do rozwiązywania równań różniczkowych zwyczajnych w postaci {\displaystyle y'=f(t,y)} zaproponowana przez Przemysława Bogackiego i Lawrence’a Shampine’a w 1989. Metoda Bogackiego-Shampine’a jest metodą Rungego-Kutty trzeciego rzędu z czterema współczynnikami {\displaystyle k} (patrz dalej) z tzw. własnością pierwszy taki jak ostatni (ang. FSAL, first same as last), dzięki której w każdej iteracji funkcja {\displaystyle f} wywoływana jest trzykrotnie. Metoda ta ma wbudowaną metodę rzędu drugiego dzięki czemu możliwa jest adaptacyjna zmiana kroku całkowania. Metoda Bogackiego-Shampine’a zaimplementowana jest jako funkcja ode23 w programie MATLAB.
W ogólności metody niższego rzędu są bardziej odpowiednie niż algorytmy wyższego rzędu jak np. Metoda Dormanda-Prince’a (piątego rzędu) do numerycznego rozwiązywania równań różniczkowych zwyczajnych, jeśli nie jest wymagana wysoka dokładność rozwiązania przybliżonego. Bogacki i Shampine twierdzą ponadto, że zaproponowana przez nich metoda przewyższa inne metody trzeciego rzędu z osadzonym metodami rzędu drugiego.
Tabela Butchera dla metody Bogackiego-Shampine’a wygląda następująco:
| 0   |      |     |     |     |
| 1/2 | 1/2  |     |     |     |
| 3/4 | 0    | 3/4 |     |     |
| 1   | 2/9  | 1/3 | 4/9 |     |
|     | 2/9  | 1/3 | 4/9 | 0   |
|     | 7/24 | 1/4 | 1/3 | 1/8 |
Rozważmy równanie różniczkowe w postaci {\displaystyle y'=f(t,y).} Jeśli {\displaystyle y_{n}} oznacza numeryczne rozwiązanie w chwili {\displaystyle t_{n},} zaś {\displaystyle h_{n}} jest krokiem czasowym zdefiniowanym jako {\displaystyle h_{n}=t_{n+1}-t_{n},} wtedy jeden krok metody Bogackiego-Shampine’a jest dany jako:
{\displaystyle {\begin{aligned}k_{1}&=f(t_{n},y_{n})\\k_{2}&=f(t_{n}+{\tfrac {1}{2}}h_{n},y_{n}+{\tfrac {1}{2}}hk_{1})\\k_{3}&=f(t_{n}+{\tfrac {3}{4}}h_{n},y_{n}+{\tfrac {3}{4}}hk_{2})\\y_{n+1}&=y_{n}+{\tfrac {2}{9}}hk_{1}+{\tfrac {1}{3}}hk_{2}+{\tfrac {4}{9}}hk_{3}\\k_{4}&=f(t_{n}+h_{n},y_{n+1})\\z_{n+1}&=y_{n}+{\tfrac {7}{24}}hk_{1}+{\tfrac {1}{4}}hk_{2}+{\tfrac {1}{3}}hk_{3}+{\tfrac {1}{8}}hk_{4}.\end{aligned}}}
gdzie {\displaystyle z_{n+1}} jest przybliżeniem drugiego rzędu rozwiązania dokładnego. Sposób obliczania {\displaystyle y_{n+1}} został wybrany za Ralstonem. Z drugiej strony {\displaystyle y_{n+1}} jest przybliżeniem trzeciego rzędu, więc różnica pomiędzy {\displaystyle y_{n+1}} i {\displaystyle z_{n+1}} może być użyta do adaptacyjnej zmiany długości kroku całkowania. Właściwość FSAL (pierwszy jak ostatni) oznacza, że {\displaystyle k_{4}} w danym kroku jest równa {\displaystyle k_{1}} w kroku następnym, stąd tylko trzy wywołania funkcji {\displaystyle f} są potrzebne w każdej iteracji.